# 秋葉原通り魔事件
秋葉原通り魔事件（あきはばらとおりまじけん）は、2008年（平成20年）6月8日に日本の東京都千代田区外神田（秋葉原）で発生した通り魔殺傷事件。警視庁および犯人の著書における呼称は秋葉原無差別殺傷事件（あきはばらむさべつさっしょうじけん）。
犯人の加藤 智大（かとう ともひろ、事件当時25歳）が2 tトラックで赤信号を無視して交差点に突入し、通行人5人を次々と跳ねた上、運転していた2 tトラックから降車し、通行人や警察官ら17人を次々とダガーナイフで刺した。一連の犯行によって7人が死亡、10人が重軽傷を負った。加藤は2015年（平成27年）に死刑判決が確定し、2022年（令和4年）に東京拘置所で死刑を執行された（39歳没）。

## 概要

### 事件概要
2008年6月8日12時30分過ぎ、東京都千代田区外神田四丁目の神田明神通りと中央通りが交わる交差点で、元自動車工場派遣社員の加藤 智大（かとう ともひろ、1982年9月28日 - 2022年7月26日、事件当時25歳）の運転する2トントラック（5代目いすゞ・エルフ）が西側の神田明神下交差点方面から東に向かい、中央通りとの交差点に設置されていた赤信号を無視して突入、青信号を横断中の歩行者5人をはねた。
このトラックは、交差点を過ぎて対向車線で信号待ちをしていたタクシーと接触して停車。周囲にいた人々は最初は交通事故だと思ったが、トラックを運転していた加藤はそのまま車を降り、道路に倒れこむ被害者の救護に集まった通行人、警察官ら17人を所持していたダガー（ナイフ）で立て続けに殺傷した。
さらに加藤は奇声を上げながら周囲の通行人を次々に刺して逃走。事件発生後まもなくして近くの警視庁万世橋警察署秋葉原交番から駆けつけた警察官が加藤を追跡し距離を詰めたところ、防護服を斬り付けられるなど命の危険に晒されたものの、警棒で加藤の側頭部を殴りつけるなどして応戦。最後は拳銃の銃口を加藤に対して向けて、武器を捨てるよう警告し、応じなければ拳銃を発砲すると通告し、それに応じてダガーを捨てた加藤を非番であったがその場に居合わせた蔵前警察署員とともに取り押さえて、旧サトームセン本店（事件当時は空き店舗。2023年時点ではGiGO秋葉原3号館）脇の路地で現行犯逮捕した。
事件当日は日曜日で、中央通りは歩行者天国の区域となっており、買い物客や観光客でごった返している中での犯行だったため、事件直後に多くの人々が逃げ惑い、また負傷者が横たわる周囲が血の海になるなど事件現場はさながら戦場の様相を呈しており、まさに白昼の惨劇であった。後に加藤はナイフを5本所持していたことがわかった。
警視庁刑事部捜査第一課・万世橋警察署は6月10日、加藤を東京地方検察庁に送致、同地検は7月7日、加藤の精神鑑定のため、東京地方裁判所に鑑定留置を請求し認められた。留置期限の10月6日までに「刑事責任能力がある」という結論が出されている。

### 救急活動
これらの犯行に対する救命活動はおおむね迅速に遂行された。犯行現場にいた一般の通行人は、加藤がまだ拘束されていない段階から積極的に被害者たちに対する一次救命処置を開始し、また、携帯電話などを活用しての迅速な通報がなされた。
東京消防庁は12時36分に最初の119番通報を受信、通常の交通事故による救急事案として、救急隊1隊と救急隊支援のための消防隊1隊を出場させたが、さらに通報が相次いだことから、管轄の神田消防署から指揮隊1隊と救急隊4隊を応援隊として出場させた。12時43分には最初の救急隊（浅草消防署浅草橋出張所浅草橋救急小隊）が現場に到着した。現場到着部隊は、通常の態勢で対処できる状況ではないと判断し、現場到着とほぼ同時に、災害派遣医療チーム（DMAT）の出場を要請、東京消防庁は東京DMATに対して出動要請を行った。
12時47分には消防の現場指揮本部から応援要請を受け、多数の傷病者に対応するための「救急特別第1出場」を発令、救急隊10隊や、東京DMATの支援のための消防隊（東京DMAT連携隊）などを追加出場させた。12時49分には、先に出場を指令された救急隊5隊が現場での活動を開始している。
東京消防庁がDMATチームに出動を要請してから12分後の12時55分、現場からもっとも近かった日本医科大学付属病院高度救命救急センターのDMATチームが現場に到着した。日本医大DMATチーム指揮官は、犯行規模の大きさからDMATチームをさらに2チーム追加投入するよう要請し、13時8分に東京医科大学病院のDMATチームが到着、これにより、殺人事件としては初のDMATチーム複数投入が実施されることとなった。最終的には、日本医大、東京医大に加え、白鬚橋病院と都立広尾病院の4チームが現場に展開している。13時過ぎにはDMATチームの現地指揮所が設置され、最初に現場に展開した日本医大チームが全体の指揮をとることで指揮系統が確立された。
これらのDMATチームが主導することで、救急活動はおおむね円滑に遂行されたと評価されている。一方で、DMATチームの出動に頼ったために、初動のトリアージに遅れが出た可能性も指摘されている。

### 被害者
17名がトラックではねられたり、ナイフで刺されるなどされ、うち7名が死亡した。通り魔事件としては過去30年で最悪の事件とみられている。被害者数は平成時代に起きた無差別殺傷事件としては、7年前の同じ日に発生した附属池田小事件に次ぐ惨劇となった。
| 被害者   | 負傷詳細         | 搬送先                     |
| -------- | ---------------- | -------------------------- |
| 無職男性 | 左背中刺創・死亡 | 東京慈恵会医科大学附属病院 |
| 男子学生 | 腹部打撲・死亡   | 国立国際医療センター       |
| 男子学生 | 全身打撲・死亡   | 三井記念病院               |
| 男子学生 | 腰の痛み・軽傷   | 白鬚橋病院                 |
| 男子学生 | 擦過傷・軽傷     | 三井記念病院               |

| 被害者                 | 負傷詳細                   | 搬送先                         |
| ---------------------- | -------------------------- | ------------------------------ |
| 女子学生               | 大動脈及び肝臓の損傷・死亡 | 東京医科歯科大学医学部附属病院 |
| 無職男性               | 背部刺創・死亡             | 東京女子医科大学病院           |
| 調理人男性             | 背部刺創・死亡             | 駿河台日本大学病院             |
| 男性会社員             | 胸部貫通刺創・死亡         | 東京都立墨東病院               |
| 男性タクシー運転手     | 右胸刺創・重体             | 日本医科大学付属病院           |
| 男性会社員             | 背部刺創・重傷             | 聖路加国際病院                 |
| 男性会社員             | 腰・重傷                   | 東京医科歯科大学医学部附属病院 |
| 女性会社員             | 肺・重傷                   | 東京医科歯科大学医学部附属病院 |
| 男性派遣社員           | 背部刺創・重傷             | 日本医科大学付属病院           |
| 女性大学職員           | 腹部刺創・重傷             | 聖路加国際病院                 |
| 男性警察官             | 脇腹刺創・軽傷             | 東京大学医学部附属病院         |
| 男性フォークリフト技師 | 右前腕切創・軽傷           | 東京厚生年金病院               |

## 被疑者
加藤によると、動機は「殺人を目的として事件を起こしたのではなく、インターネットの電子掲示板の荒らしに対する抗議の表明手段だった」という。事件直前には中止を考えたものの既に掲示板で犯行予告を行っていたため、「懲役刑よりは死刑になった方がましだと考えて決行した」という。
トラックで人をはね飛ばすのは2005年（平成17年）4月に発生した宮城県の「仙台アーケード街トラック暴走事件」を、ナイフで人を襲うのは2008年（平成20年）3月に発生した「土浦連続殺傷事件」を参考にし、犯行2日前に福井県福井市の「ミリタリー輸入雑貨店」で6種類のナイフ類を購入し、犯行前日に静岡県沼津市のレンタカー店で2tトラックを予約して犯行に及んだ。東京都公安委員会はトラックによる大量殺人を行ったとして、加藤を運転殺人と認定、違反点数62点により一発免許取り消しとなった。
加藤は事件現場で現行犯逮捕されて以降、拘置所において弁護士以外との面会を拒否し、手紙の受け取りも拒否し、マスコミの取材も拒否している。その一方で2012年から事件に関連した著書を発表している（#書籍）。

### 経歴
- 1982年9月28日[7] - 青森県五所川原市で生まれる。
- 1998年4月 - 青森県立青森高等学校に入学（母が卒業した学校であり母が進学を望んでいた）[24]。
- 2001年
  - 2月 - 同高校を卒業（望んでいた北海道大学への進学を断念）[25]。
- 2003年
  - 3月 - 中日本自動車短期大学を卒業。
  - 4月 - 母から資金提供を受け、宮城県仙台市にアパートを借りて一人暮らしを始めた[26]。
  - 7月 - 仙台市の警備会社に就職、警備事業部に配属され、警備現場の警備員に配属。雇用形態は準社員。月収は残業を含めて、多い月で25万円に達した。同僚には仕事以外で交友する友人がいた[27]。
- 2004年
  - 1月 - 内勤に異動になり、警備業務の案件ごとに必要な人を配置する職種に配属。月収は固定給になり手取りで17万6000円[28]。
  - 4月 - 母から資金提供を受けて、自動車運転免許を取得、30万円の自動車を購入。消費者金融から借金[29]。
- 2005年
  - 2月 - 職場の人間関係の不満に対する抗議の表明として無断欠勤し、警備会社を退職[30]。
  - 4月 - 一般労働者派遣事業（登録型派遣）会社と契約し、埼玉県上尾市の自動車メーカーの工場に派遣。住居は派遣会社が提供する独身寮。月収は残業や休日出勤を含めて、多い月で27万円に達した。同僚には仕事以外で交友する友人はできなかった。ネット上の掲示板への投稿に深入りするようになった[31]。
  - 70万円の自動車を借金して購入[32]。
- 2006年
  - 4月 - 職場の人間関係の不満に対する抗議の表明として無断欠勤し、派遣会社を退職[33]。
  - 5月 - 一般労働者派遣事業（登録型派遣）会社と契約し、茨城県つくば市の住宅部品メーカーの工場に派遣。住居は派遣会社が提供する独身寮。同僚には仕事以外で交友する友人はできなかった。ネット上の掲示板への投稿に深入りするようになった[34]。
  - 8月 - 職場の人間関係の不満に対する抗議の表明として無断欠勤し派遣会社を退職。青森や仙台時代の友人宛に、自殺するつもりであると携帯電話のメールで送信し、青森の母宛に電話した。メールを受信した友人たちは考え直すよう説得するメールを返信した。3年ぶりに両親宅に帰宅し母と面会した。母は子供時代の教育姿勢を謝罪した[35]。
  - 9月 - 母は次に仕事が決まるまでしばらく自宅で休養するように勧めた。父はこのまま自宅にいていいと勧めた[36]。
  - 秋 - 高校時代の友人たちとたびたび飲食し歓談した。母から資金提供を受けて大型自動車運転免許を取得[36]。
- 2007年
  - 1月 - 青森の運送会社に大型輸送車の運転手として就職[37]。
  - 3月 - 雇用形態が正社員に変更。同僚には仕事以外で交友する友人がいた。高校時代の友人たちとの交友関係も継続していた[38]。
  - 7月 - 自宅を出て青森市内にアパートを借りて一人暮らしを始めた[39]。
  - 9月 - ネットの掲示板の投稿者と面会する2週間の旅行のための休暇を会社に対して申請するが、会社から却下されたことに対する抗議の表明として無断欠勤し、運送会社を退職。借金の返済をしないまま青森を去る[40]。
  - 9月 - 10月 - 掲示板の投稿者と面会するための旅行を繰り返す[41]。
  - 10月 - 掲示板の投稿者宛に、自殺するつもりであるとメールを送信し、メールを受信した人たちは考え直すように説得した。駐車場に無断駐車した自動車内で寝泊まりしていて、警察官に職務質問され、自殺するつもりと供述し、警察官は考え直すように説得した[42]。
  - 11月 - 一般労働者派遣事業（登録型派遣）会社である日研総業（現：日研トータルソーシング）と契約し、関東自動車工業の静岡県裾野市に所在する工場に派遣。住居は派遣会社が提供する独身寮。日勤と夜勤の交代制で、月収は残業や休日出勤が多い月は手取りで20万円（寮費を引いた金額）、残業や休日出勤が無い月は手取りで14万円。同僚には仕事以外で交友する友人がいた。ネットの掲示板への投稿に深入りするようになった[43]。
- 2008年
  - 5月 - 派遣会社が6月末での派遣契約の解約と、希望者には他の派遣先を紹介すると通知したため、他の派遣先で就業することを選んだ。そのことについて特に不満はなかった[44]。
  - 5月 - 6月 - 掲示板をなりすましに荒らされ、掲示板荒らしが去って孤独を感じ、掲示板に通り魔事件を起こすと投稿するようになった[45]。
  - 6月 - リストラ通告や更衣室で自分の作業服が見つからないこと等を理由に無断欠勤してそのまま職場放棄。その後は掲示板に通り魔事件を起こすとの予告投稿を繰り返し、通り魔事件に使用するダガーナイフを準備して6月8日の事件に至る[46]。

精神科医の片田珠美は加藤の弟による手記を分析し、加藤は、幼少期に他の子供との交流を制限されていた事で母親から投影された自己愛が思春期まで抜けられず、現実の自分との間に大きな隔たりが生まれたのだろうと指摘している。一方で加藤は片田のこの著書を「様々な間違いの集大成といえるもの」とし、自分は現実に適応してきた現実主義者だったと反論している。

### 掲示板
加藤は携帯電話向けの電子掲示板を複数利用していた。2008年2月に「不細工なせいで孤独な男」という人物を演じたところ他利用者からの反応が良かったので、以後「不細工スレの主」として自虐的な書き込みを続けて行く。一方で加藤に成りすました荒らしも掲示板に現れるようになる。
やがて実生活で仕事や友人を失ったことから社会との接点が掲示板のみになり、孤立を恐れて掲示板にしがみつくようになった加藤は、荒らしへの「心理的に攻撃する手段」として、報道されて相手に伝わるような大事件を起こすことを決意する。
加藤は事件当日の5時21分に「究極交流掲示板（改）」に新しいスレッドを立て、沼津から秋葉原まで移動して事件を起こすまでに約30回のメッセージを書き込んでいた。11時45分頃、秋葉原に到着した加藤はスレッドのタイトルを「秋葉原で人を殺します」へ、内容を「車でつっこんで、車が使えなくなったらナイフを使います　みんなさようなら」と書き換えて犯行予告を行い、12時10分に「時間です」の書き込みを残して12時30分に事件を起こした。

### 加藤が否定した犯罪要因
労働環境
加藤が派遣労働社員であったことから、若者の雇用環境が厳しくなっていることで将来に希望を失い、事件の動機になったとする見方も出た。また、この事件をもって若者の雇用環境悪化を問題視する意見が報道機関から多数出て、読者からの投稿でもそれに追随する意見が出された。
だが、刑事裁判において、加藤は本件犯行の動機も原因も雇用形態が派遣であることとは無関係であると供述。加藤は最初の就職から事件を起こす直前に勤めていた就職先まで、全ての就職の雇用形態が登録型派遣労働社員だったわけではなく、青森県の運送会社では正社員として、宮城県の警備会社で準社員としてそれぞれ直接雇用されている（後に自己都合退職）。
加藤は、短期間で転職を繰り返した理由は、上記のように職場や人間関係に対して不満があると、雇用主や同僚と話し合いをせずに、不満への抗議の表明手段として、無断欠勤してそのまま職場放棄して退職するという、極端な考え方とその現象としての言動が原因であると、裁判で供述している。
また加藤による自著『解+』においても否定している。
作業服の紛失
加藤は一貫して否定しており、加えて取り調べ段階において、供述の文言を書き換えて勝手に動機とした捜査機関による捏造（）行為があったことを述べている。
負け組
加藤が掲示板に「負け組は生まれながらにして負け組なのです まずそれに気付きましょう そして受け入れましょう」などと書き込んでいたこともあり、事件後加藤を負け組の英雄とし「神」「教祖」「救世主」とまでみなす共感現象が起きた。これに対し、加藤は「本気で自分を「負け組」だと考える人のことは全く理解できません。また、自分の努力不足を棚に上げて「勝ち組」を逆恨みするその腐った根性は不快です」と切って捨てている。
社会的孤立
社会学者の宮台真司は社会の側の包摂が足りないのが原因として「絆のある人間関係の中で生きられること」が必要などと主張したが、加藤は地元の青森や仙台を中心に趣味の合う仲の良い友人が幾人もおり、どの職場でも友人付き合いをし、心を開いて話をする店主がいる行きつけの酒場などもあった。また掲示板を介しても自らオフ会を提案し、全国を旅行して相手先に宿泊し心を通わせるなど、積極的人間関係の構築により友人が多数いた。事件当日も作業着事件で辞めた元職場の友人へ遊ぼうと呼びかけている。
また「若者が希望を持てる社会、などと言われたりしているようですが、意味不明です。何故そうやって社会のせいにするのか、全く理解できません。あくまでも、私の状況です。社会の環境ではありません。勝手に置き換えないでください」。
政治学者の中島岳志は「コミュニケーションが下手で、友達がいない若者はたくさんいる。加藤はうまくやっている方で、もしかしたら、私が教えている学生の方が友達がいないかもしれない。なのに、加藤は孤独だった。問題は友達がいないことではなくて、友達がいるにもかかわらず孤独だったこと」と主張している。
学歴
加藤は親への恨みから大学に進まなかったことを、不利益であったため後で考えれば損だったとは述べているものの、「事件とは無関係です」ときっぱり否定し、むしろそのような動機を盛る者達の学歴に対する劣等感を指摘している。

### 「盛られた動機」に対して
加藤は繰り返し捜査機関側が都合のいい供述調書を作ろうとさまざまな動機をでっち上げ、それを前提とした供述をさせようとしたことを挙げ、そのような「盛られた動機」を調べもせずに垂れ流す 「広報」と化した大手報道媒体を捜査機関とともに批判している。また「専門家の話もほとんど嘘」と指弾し、そこから出てくる対策に効果などないと結論づけている。

### 過去の自暴自棄
加藤は精神的に不安定になり、仙台の警備会社では事務所に火をつけるかトラックで突っ込むかして襲撃する計画、地元の青森で車で対向車線側のトラックに突っ込んで自殺するという計画を立てたりしていたと語っている。2006年8月末と2007年には自殺計画を練り、友人や家族に自殺予告のメールをした後で実行に着手しようとしたが、結局は実行しなかった。

## 事件後の対応

### 歩行者天国の中止
通り魔事件は、事件当時秋葉原で実施されていた歩行者天国にも影響を与えた。事件発生を受けて、千代田区と万世橋警察署、地元町会で歩行者天国のあり方を検討することとなり、毎週日曜日および祝日の12時から17時まで中央通りで実施していた歩行者天国の当面の中止を、東京都公安委員会が決定した。
その後、自治体や地元町会・商店街の検討会により、住民によるパトロールの実施・監視カメラの設置、安全に関する協定の制定など防犯体制の案がまとまり、2010年（平成22年）の夏休みをめどに再開することを予定していた。しかし警察庁から、地元からも警備要員を出すように要望があり、その体制がまとまらなかったことから、歩行者天国の再開時期が報じられては延期という状態がしばらく続いていた。最終的には、路上パフォーマンスを警戒する警備要員を一定数、常時巡回させる計画でまとまり、地元住民の同意もほぼ得られたとして、2011年（平成23年）1月からの歩行者天国再開を、2010年（平成22年）12月中に東京都公安委員会に諮ることとなった。

#### 歩行者天国の再開
その結果、毎週日曜日のみ、実施時間を13時から17時（4月以降は18時）までとし、実施区間も従来より200メートル短縮したうえで、2011年（平成23年）1月23日より歩行者天国が再開されている。また、歩行者天国実施中は事件再発防止の観点から、事件が発生した交差点は、緊急車両を除く全ての車両の進入が禁止となった。再開は試験的なもので、期間は2011年（平成23年）6月26日までを予定していたが、2011年（平成23年）3月11日に発生した東北地方太平洋沖地震（東日本大震災）による余震や計画停電が懸念されたため一時中止された。その後、計画停電の影響が薄れたことや地元商店から再開の要望が多かったため4月17日より歩行者天国が再開された。

### 公的機関

#### 警察のパトロール強化
福田康夫内閣総理大臣（当時）は、泉信也国家公安委員会委員長に対し、事件の再発防止策の検討を指示した。
事件後、秋葉原周辺には模倣犯防止のため、警視庁万世橋警察署の制服警察官や私服警察官、刑事・警視庁公安部の職員が多数配置されており、パトカーによる巡回、不審者に対しては職務質問を随時実施している。

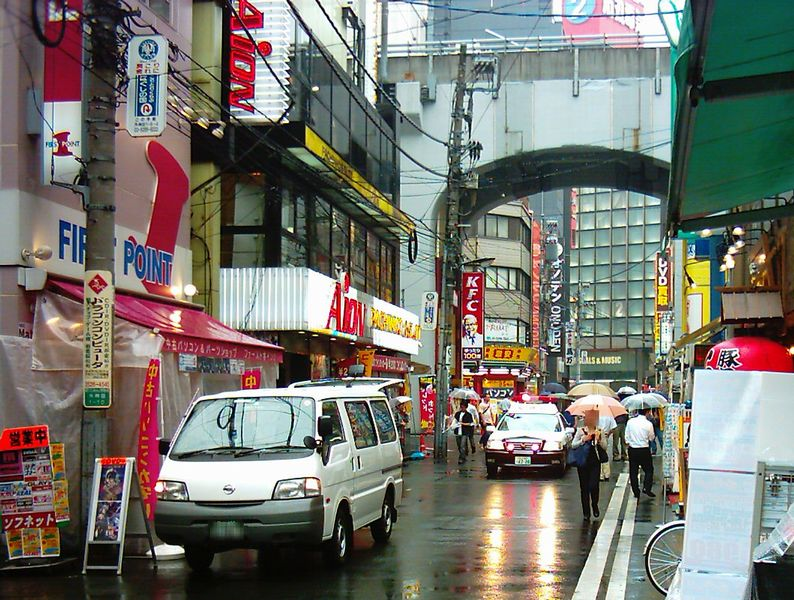
電気街をパトロールする警察車両（事件の翌日昼）

#### 犯罪予告への対応強化
事件後、複数の電子掲示板では殺人などの犯罪予告が相次ぎ、7月7日までに33人を検挙した。事件前は月に2 - 3件だったが、事件後1か月で100件以上になっている。このほとんどが10歳代と20歳代だが、小学生や中学生が行ったものもある。供述内容などからそのほとんどがいたずらとされているが、実行の意思とは関係なく、このような行為は脅迫罪や威力業務妨害に該当する。また、通り魔事件や犯人に対して言及したものも一定数みうけられる。警察庁は6月24日に、全国の警察本部に電子掲示板への犯罪予告の書き込みを厳正に取り締まり、検挙例を積極的に広報することなどの通達を出した。
事件発生から4日後の6月12日、矢野さとるにより犯罪予告情報共有ウェブサイト『予告.in』が作成された。

#### 銃刀法の改正
この事件の影響を受け、町村信孝内閣官房長官は刃物の所持規制強化を検討すると述べた。その後、2009年（平成21年）1月5日に銃砲刀剣類所持等取締法（銃刀法）が改正された。内容は「刃渡り5.5 cm以上の剣が原則所持禁止」が主となっている。これによりカキの殻むきナイフの一部なども違法にあたると発表され、各業界で混乱を招いている。

#### カウンセラーの派遣
千代田区は、要望があれば区内の全小中学校に子供達の精神ケアを行うカウンセラーを派遣することを決めた。

### 民間
- Yahoo!ショッピングやAmazon.co.jp、楽天市場においてダガーの販売を全面中止。インターネットオークションへの出品も全面禁止となった[85][86]。
- ドン・キホーテ秋葉原店も事件を受けて営業を中止した。しかし同店舗ビルの8階において、AKB48の公演は予定通り行われた[注 9]。
- 著作物への影響
  - TBSは6月9日に月曜ゴールデンで放送予定であったテレビドラマ『森村誠一サスペンスシリーズ（7） 〜時〜』にひき逃げや人が刺されるシーンがあり、事件を連想させるとして放送を自粛すると発表し、急遽、映画『NANA』を代替放送した[89][90]。なお『〜時〜』は2008年9月15日に放送された。
  - 東映制作の特撮テレビドラマ『炎神戦隊ゴーオンジャー』では番組中に登場するゴーオンウィングス専用武器「ロケットダガー」の呼称を当分自粛[注 10]、メインスポンサーであるバンダイは、同武器の玩具の発売直前に商品名を「スイッチ噴射剣ロケットダガー」から「スイッチ噴射剣ロケットブースター」に急遽変更し[91]、パッケージと説明書の作り直しのため発売が延期された。「ダガー」の名称が本事件に用いられた凶器を連想させるための配慮である[注 11]。呼称の自粛は同年度の冬ごろには解除されている（劇中の武器名は変更なし。3年後の『海賊戦隊ゴーカイジャー』でも、ロケットダガーとなっている）。

#### 監視カメラの設置

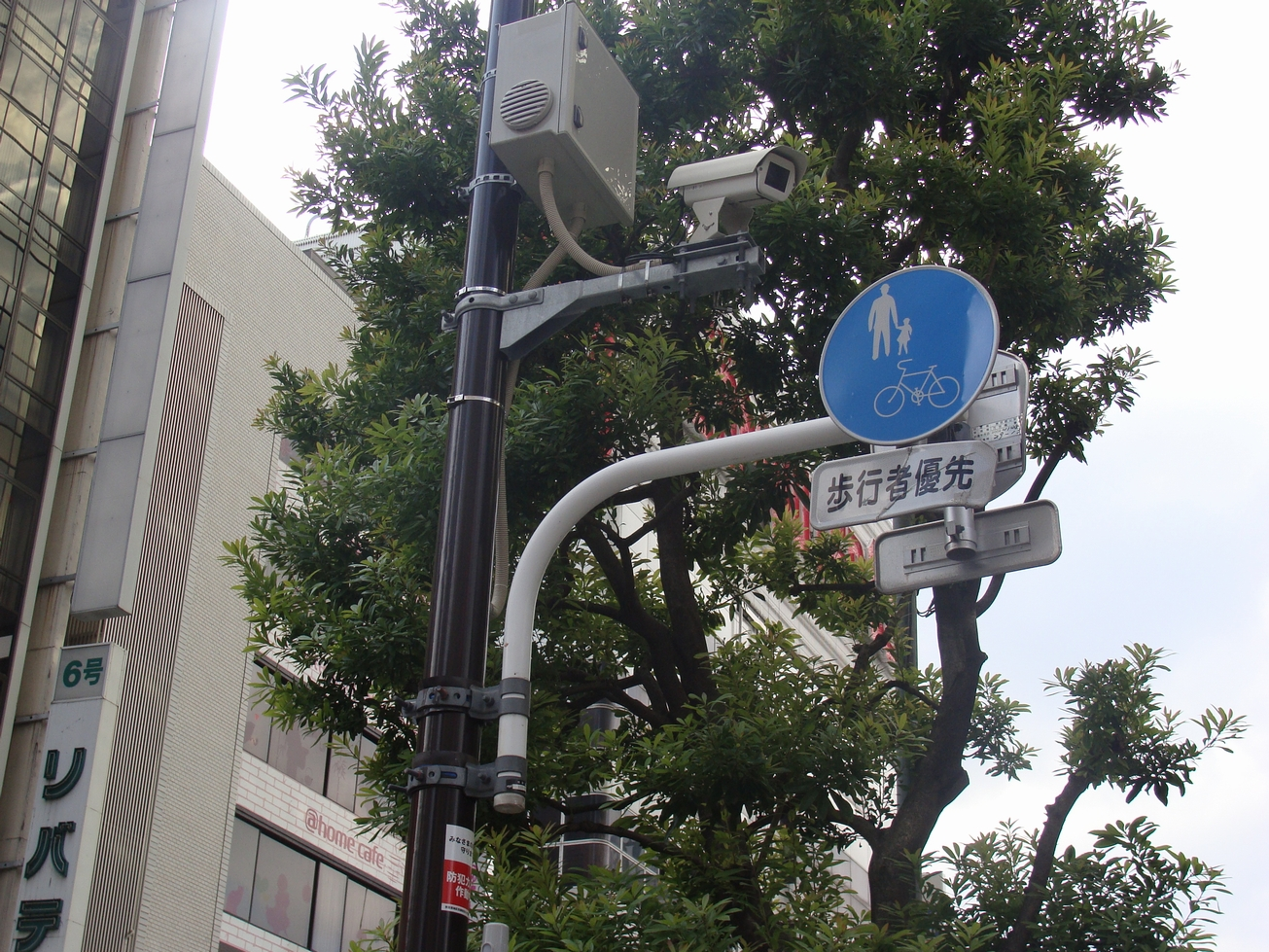
秋葉原に設置された監視カメラ

2010年（平成22年）1月、千代田区外神田三丁目の一部地域で、防犯目的での監視カメラが公園や電柱上に16台設置、運用開始された。運用管理は末廣町会が行っている。同年4月には外神田一丁目などに監視カメラ34台が電柱などに設置された。これにより一部地区を除き秋葉原全域にて監視カメラが設置・運用されている。

#### レンタカー事業者の対応
窃盗事件や殺人、拉致監禁事件、通り魔事件やそれらの下見など、犯罪の手段として使用されやすいレンタカーの貸出要件の厳格化（大型の四輪自動車を借りる際には、クレジットカードによる決済を必須事項に加える）を行う動きが見られた。
車両が事件に使われたレンタカー会社は後日、追悼の意を表明する旨を公式サイトのトップページに掲載した。なお、トラックにはねられて死傷した5名については自動車損害賠償責任保険が適用され、自賠責による賠償範囲を超過した部分については「運転者が故意に発生させた事故」であるものの、運行供用者責任を負う立場であるレンタカー会社の故意ではないため、任意保険部分についても補償の対象とされた。

## 事件の反響

### 報道
日曜日の白昼に一般市民を巻き込んだ重大事件であったため、主要マスメディアは大きく報道したほか、海外メディアも速報で伝えた。事件の最初の速報では死者は2人だったが、速報が入るにつれて死者の数が増えた。

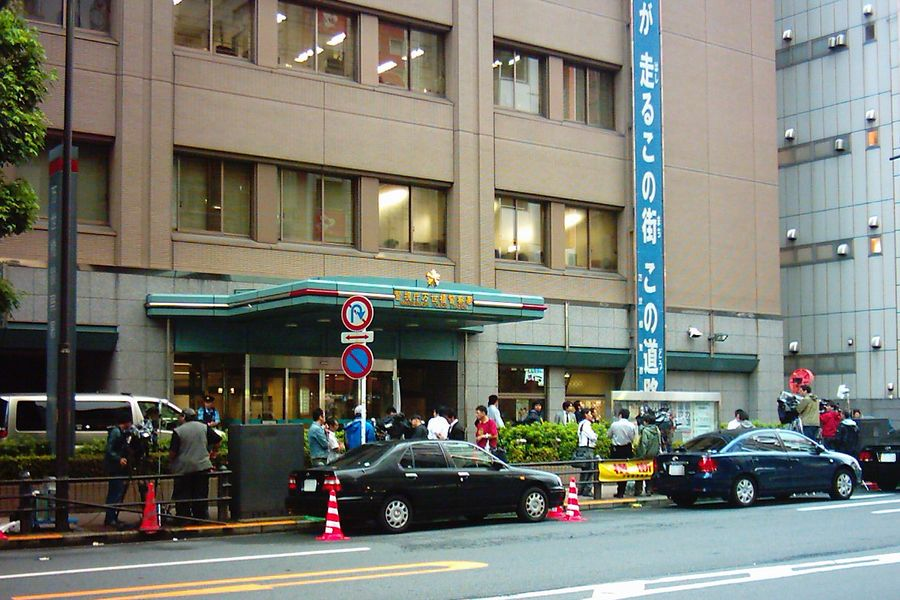
万世橋警察署の前の報道陣（事件の翌日昼）

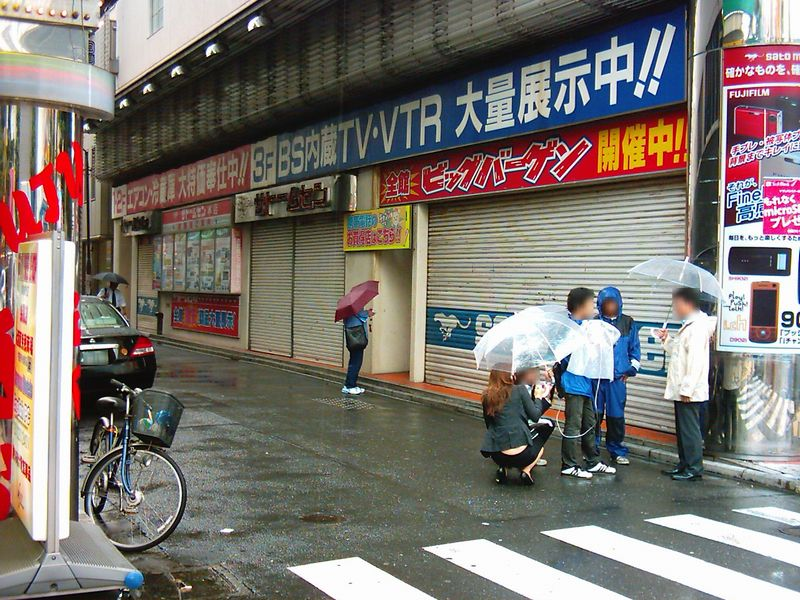
犯人確保場所付近で待機する報道スタッフ（事件の翌日昼）

### インターネット上における反応
加藤が非正規労働者であったこと、また掲示板での孤独な人物像から、インターネット上の一部で、加藤を英雄視する見方が発生した。この見方においては、加藤に対して「犯人は神」「格差社会の英雄」「勝ち組に対して事件を起こすことで一矢報いた」「犯人は我々のスケープゴートとなった聖人」などと語られた。しかし、公判で加藤本人の供述が進み、考えられていたものとは異なる動機や人物像が報道されるにつれ、そうした好意的・同情的な見方も薄れていった。

### 献花台の設置

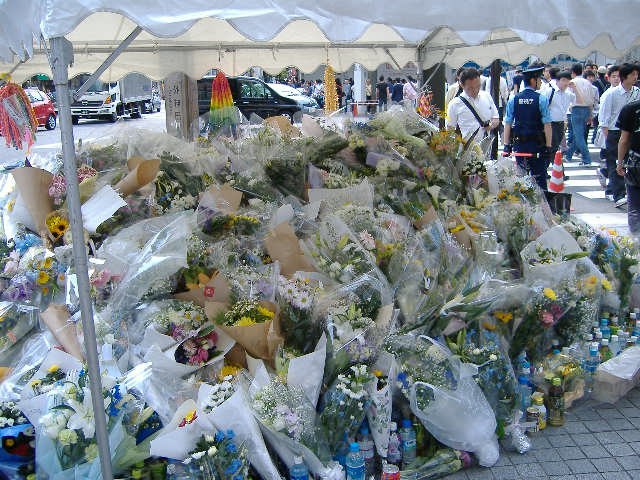
献花台の様子（2008年6月14日）

事件を受け、事件現場の交差点そばのソフマップ秋葉原本館（現：ビックカメラAKIBA）側の歩道に、仮設テントつきの献花台が設営された。

### 犯人の世代
この事件の犯人は、1997年（平成9年）の神戸連続児童殺傷事件の犯人（酒鬼薔薇聖斗・逮捕時14歳）や2000年（平成12年）の西鉄バスジャック事件（ネオむぎ茶・逮捕時17歳）を始めとする一連の少年犯罪でキレる17歳と呼ばれた世代（同学年・1982年4月2日 - 1983年4月1日生まれ）と同じ年齢だったことから「理由なき犯罪世代」として世代論について語られた。また、西鉄バスジャック事件とはインターネットでの犯行予告という共通点もある。ただし、この世代の犯罪率が特段高いというデータはいまだ存在せず、世代と事件の関連性は不明である。

### 影響を与えた事件
- マツダ本社工場連続殺傷事件 - 2010年（平成22年）6月22日、広島市南区のマツダ本社宇品工場にて犯人が12人の従業員を次々とはね、1人が死亡、11人に重軽傷を負わせる事件が発生。犯人は「マツダに恨みがあった。秋葉原のような事件をおこしてやろうと思い、工場内で車を止めて振り回すつもりで包丁も持っていった」と供述したと判明[106][107]。
- 宇都宮市連続爆発事件 - 2016年10月、72歳の犯人が家庭内不和を悲観して起こした、一般市民を巻き込む連続爆破事件。犯人はネット上に「秋葉原無差別殺傷事件のような事件を起こしたい」という趣旨の書き込みを行っていた[108]。

### この事件を題材とした作品
- 2012年（平成24年）3月に廣木隆一監督・脚本、蓮佛美沙子主演の映画『RIVER』が公開された（2011年〈平成23年〉11月の東京フィルメックスで特別招待作品として上映）。この事件で電機オタクだった恋人を失った女性が人との関わりを通じて立ち直っていく姿を描いた作品で、廣木は「衝撃的な事件だったのに、時間の経過とともに話す人が少なくなってきた。映画にすることで永遠に残したかった」と企画意図を述べている[109]。
- 2013年3月15日に大森立嗣監督・脚本、水澤紳吾主演の映画『ぼっちゃん』が公開された。事件の犯人をモデルに派遣労働者が社会の中で追い詰められていくさまが描かれる。
- 2019年3月に松本優作監督・脚本、篠崎こころ主演の映画『Noise ノイズ』が公開（2017年に完成し、SKIPシティ国際Dシネマ映画祭などの映画祭でも上映）[110]。事件から8年後が舞台となっている[111]。

### テレビ番組
- 平成ニッポンの瞬間映像30（日本テレビ）にて再現ドラマ - 2018年12月28日放送
- 事件の涙（NHK） - 2019年7月8日放送
- ザ!世界仰天ニュース（日本テレビ） - 2021年10月5日[112]、2022年11月15日放送

## 起訴および裁判
3か月にわたる精神鑑定の結果「完全な責任能力あり」との鑑定結果が出されたことから、東京地方検察庁は10月6日から被害者や遺族への通知を開始し、10月10日に加藤を殺人、殺人未遂、公務執行妨害、銃刀法違反で起訴した。
10月31日には公判前整理手続に入ることが決定され、翌2009年（平成21年）6月22日には第1回公判前整理手続が行われ、弁護側は起訴事実を大筋で認めた。

### 第一審・東京地裁
2010年（平成22年）1月28日、東京地方裁判所にて刑事裁判による第一審の初公判（村山浩昭裁判長）が開かれた。同日、加藤は事件発生後、初めて公の場に姿を現し、罪状認否において起訴事実を認めた。弁護人からは責任能力に疑問がある旨の冒頭陳述があった。なお、この裁判は裁判員裁判制度施行前に起訴された事件のため裁判員裁判の対象外となり、東京地方裁判所の裁判官のみで審理し判決が出た。
2011年（平成23年）1月25日、第28回公判の論告求刑で、検察は加藤に対して「犯罪史上稀（）に見る凶悪事件で人間性のかけらもない悪魔の所業。多数の模倣犯を生み悪影響は計り知れない。命を以て罪を償わせることが正義だ」と述べ、死刑を求刑した。
同年2月9日、第29回公判（最終弁論）が開かれ、弁護側は最終弁論で「死刑を科すべきではない。人を殺すこと自体が目的ではなかった」として、死刑回避を求めた。最終意見陳述で、加藤被告人は「今は事件を起こすべきではなかったと後悔し、反省しています。遺族と被害者の方には申し訳なく思っています」と意見陳述し、結審した。
同年3月24日に判決公判が開かれ、村山裁判長は、加藤に求刑通り死刑判決を言い渡した。判決理由では完全責任能力、比較的軽傷だった被害者への殺意、制服警察官に対する公務執行妨害罪について検察の主張を認めた。
直接的な動機としては掲示板荒らしに対する抗議の表明、根本的な原因としては不満に対して多様な観点から熟慮せず、話し合いで解決しようとせず、自分の意思を相手に分からせるために、直接的行動で相手の望まないことをしたり、相手との関係を遮断したり、暴力を行使する考え方、間接的な原因として母の養育方法が前記のような加藤の人格形成に影響を与えたと認定された。

### 控訴審・東京高裁
2012年（平成24年）6月、被告人加藤の控訴により東京高等裁判所で控訴審第1回公判が開かれ、死刑回避を主張した。
2012年9月12日に判決公判が開かれ、東京高裁（飯田喜信裁判長）は「被告人加藤は犯行当時、完全責任能力を有していた」として第一審の死刑判決を支持し控訴を棄却する判決を言い渡した。加藤は控訴審に一度も出廷しないまま結審した。
弁護人は同年9月25日付で「加藤被告人には精神障害の疑いがあり、死刑判決は不当である」と主張して最高裁判所へ上告した。

### 上告審・最高裁第一小法廷
2014年（平成26年）12月18日、最高裁判所第一小法廷（桜井龍子裁判長）で上告審口頭弁論公判が開かれた。弁護側は「被告は事件当時、心神喪失もしくは心神耗弱だった疑いがある。死刑判決は破棄されるべきだ」と主張、検察側は上告棄却を求めて結審。
2015年（平成27年）2月2日に上告審判決公判が開かれ、最高裁第一小法廷（桜井龍子裁判長）は「動機に酌量の余地は見いだせず、死刑を認めざるを得ない」として、一、二審の死刑判決を支持して加藤および弁護人側の上告を棄却する判決を言い渡した。
加藤は判決を不服として最高裁第一小法廷判決の訂正を申し立てたが、同月17日付で同小法廷の決定により棄却されたため、同日付で死刑が確定判決となった。

## その後
- 2012年7月、加藤が事件について述べた『解』が批評社から出版された。その後2014年までに合計4冊の著書が出版されている（#書籍）。
- 2014年
  - 2月、加藤の弟が自殺（享年28）。その1週間前に週刊現代の記者へ手記を送り、加害者家族としての苦しみを伝えていた[135]。
  - 7月、黒子のバスケ脅迫事件で逮捕された被告が公判で行った意見供述にて、過去に加藤の著書を読んでおり、事件後に動機が理解できるようになったと語った[136]。8月、この供述を読んだ加藤は、ブログに全文を掲載していた篠田博之に見解を送り、その内容が公開された[23]。

### 死刑執行
2022年（令和4年）7月26日午前、加藤は法務大臣古川禎久の死刑執行命令により、収監先の東京拘置所にて絞首刑による死刑を執行された（39歳没）。
加藤は死刑確定翌年の2016年（平成28年）5月10日付で、東京地裁に再審請求を申し立てており、2020年（令和2年）8月28日には第2次再審請求。死刑執行時点では犯行時の責任能力を争い、第2次請求中だった。
『毎日新聞』は、法務省が本事件の結果の重大性や社会的影響、事件発生からの時間の経過などを考慮した結果、執行の数年前から加藤をその対象者として検討していたという旨を報じている。なお、日本ではこの加藤への死刑執行以来、2025年（令和7年）6月27日に座間9人殺害事件の犯人である男Sの死刑が執行されるまで2年11か月間（法務省が死刑執行の事実を対外的に公表するようになった1998年11月以降では最長の期間）にわたって死刑執行が行われていなかったが、その要因としては2022年11月に当時の法務大臣であった葉梨康弘が死刑執行の職務を軽視する発言をしたことが原因で更迭されたことや、2023年（令和5年）3月に強盗殺人事件で死刑が確定していた袴田巌の再審開始が確定し、2024年（令和6年）10月に再審無罪が確定したりといった出来事があったことが影響しているのではないかと報じられている。